# Malá československá encyklopedie
Malá československá encyklopedie – encyklopedia powszechna wydana w latach 1984–1987 w Pradze. Sześć tomów encyklopedii zawiera ponad 110 tys. haseł.
Encyklopedia została wydana nakładem wydawnictwa Academia.

## Tomy encyklopedii
| Numer tomu | Hasła   | Rok wydania |
| ---------- | ------- | ----------- |
| I.         | A – Č   | 1984        |
| II.        | D – CH  | 1985        |
| III.       | I – L   | 1986        |
| IV.        | M – Pol | 1986        |
| V.         | Pom – S | 1987        |
| VI.        | Š – Ž   | 1987        |